# Shoen

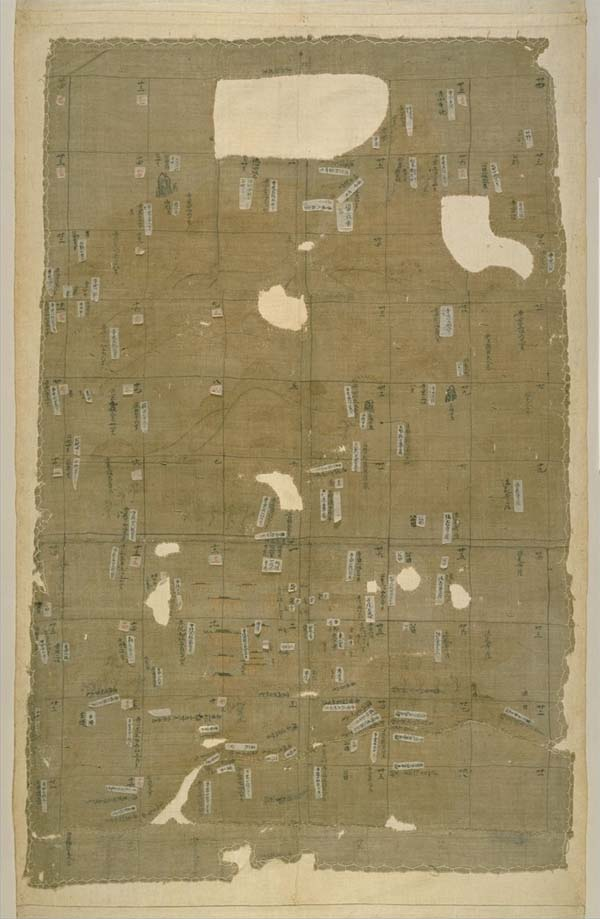
Mapa do periodo Nara do Shōen de Nukuta-dera do Século VIII, da coleção do Museu Nacional de História Japonesa

O Shoen (荘園 ou 庄園, Shōen) era como eram chamadas as grandes propriedades privadas no campo ou as casas senhoriais destas no Japão entre os  séculos VIII e XV. O termo em japonês vem do termo chinês da Dinastia Tang zhuangyuan.
Shoen, do Século VIII a meados do Século XV, descrevia qualquer uma das grandes propriedades privadas no campo, livres de impostos, muitas vezes autônomas ou das próprias casas senhoriais destas. A ascensão dos Shoen acabou minando o poder político e econômico do imperador e contribuiu para o crescimento dos poderosos clãs locais. Estas grandes propriedades se desenvolveram a partir das terras atribuídas oficialmente aos santuários xintoístas ou a templos budistas ou concedidas pelo imperador como presentes para a família imperial, amigos ou funcionários. Com o crescimento destas propriedades , elas se tornaram independentes administrativamente do sistema civil, e contribuíram para a ascensão de uma classe militar local. Com o estabelecimento do Shogunato Kamakura, em 1192, comissários nomeados centralizadamente acabaram por  enfraquecer o poder dos latifundiários locais. O sistema Shoen desapareceu em meados do Século XV, quando as aldeias tornaram-se unidades auto-governadas, devendo sua lealdade a um senhor feudal, ou Daimiô, que subdividiu a área em feudos e recolhia um imposto fixo.
Após a decadência do Ritsuryō foi desenvolvido um sistema feudal. Os proprietários de terras ou detentores de comendas pagavam pela receita produzida (chamado shiki). Muitos líderes poderosos lutaram no tribunal, a fim de serem isentos de impostos e para subverter o sistema chinês Jūntián Zhìdù, em que toda a terra era propriedade do governo, que, então, distribuía aos súditos e após a morte deste súdito a terra seria revertida ao Estado novamente. No Período Kamakurajá havia se formado uma hierarquia de funcionários, começando pelos comissários feudais ( Jito ), passando pelos governadores militares provinciais (Shugo), e terminando no Shogun em Kamakura.
Até o final do Período Heian praticamente todas as terras japoneses tinham se tornado Shoen e continuaram a ser durante a Guerra de Ōnin até o Período Sengoku marcou o desfeudalização da sociedade japonesa.

## História
Os Shoen surgiram no Século VIII e desapareceram em meados do Século XV. Se distinguem de acordo com o período histórico, um Shoen de um período tinha características específicas de sua formação e das relações com os camponeses. Inicialmente se desenvolveram dois tipos de Shoen, embora, categorizações menores e mais detalhadas possam existir. O primeiro tipo, que se desenvolveu no meio do Período Nara , e que foram chamadas Shoki-Shoen (初期庄园, literalmente "Shoen precoce" ). O segundo tipo de Shoen, surge a partir do meio do Período Heian e se estende ao Período Sengoku , são chamados Chusei-Shoen (中世荘园, literalmente "Shoen medieval" ). Note-se que a distinção entre estes nomes são conceitos modernos, e não foram utilizados historicamente e nem podem ser encontrado nos registros históricos.

### Antes do Sistema Ritsuryō
Os antecessores do Shoen foram os tatokoro ou naritokoro (田庄). Antes do sistema ritsuryō ou reforma Taika , a terra era dividida entre as famílias poderosas chamadas Gōzoku (豪族) ou para os templos budistas influentes, e  nelas instalaram os chamados Yake (宅), que serviam para organizar a gestão agrícola, o armamento, o tráfego, e o comércio. Em documentos antigos, os termos Yake e Tatokoro foram usados quase como sinônimos para se referir às instalações administrativas, e assim os Tatokoro foram pensados para ter funções semelhantes ao Yake . Em pouco tempo, no entanto, o significado de Tatokoro foi estendido para representar não apenas as instalações administrativas originalmente indicadas, mas também a terra cultivada que eles administravam.

### Políticas Fundiárias no Período Nara
As novas políticas do governo central durante o Período Nara, inicialmente destinadas a fomentar a valorização, desempenhou um papel importante no desenvolvimento do Shoen. A política de terras do Ritsuryō foi chamado Handen-Shūju-Sei (班田收受制), e foi similar ao sistema chinês Jūntián Zhìdù (均田制), mas havia uma diferença no tratamento dos campos recuperados. Se alguém recuperasse um terreno baldio no Japão na época, o campo seria despossuídos e ele não podia cultivar o campo, enquanto se alguém recuperado um campo na China, ele poderia cultivar a terra desde que o campo fosse menor do que as dimensões legalmente previstas. Portanto, não havia incentivo para recuperar a terra e desenvolver novos campos, e pouca terra foi recuperada, embora a população estivesse cada vez maior. A imitação fiel do sistema chinês teve efeitos secundários negativos, pois não era adequado à realidade agrícola do Japão. De acordo com um documento de 730, na Província de Awa (atual Chiba), 412 casas de 414  foram listadas como estando no nível subsistência. Os números para Província de Echizen (atual Fukui) nesse ano contam a mesma história: de 1.019 famílias, 996 estavam abaixo do nível de pobreza. A carga tributária caia mais fortemente sobre os camponeses, e o número de camponeses que se evadia aumentou a uma taxa alarmante. Desta forma a escassez de campos tornou-se um problema social e econômico. Para resolver isso, em 723 o governo central promulgou a lei de Sanze-Isshin-Hō (三世一身法), que promoveu a recuperação. Essa lei permitiu que qualquer pessoa pudesse cultivar qualquer campo recuperado, se certas condições fossem satisfeitas. Vinte anos depois, em 743 o governo central promulgou uma lei promovendo ainda mais a recuperação, chamado Konden-Einen-Shizai-Hō (垦田永年私财法), que previa a sucessão do direito de cultivar campos recuperados.  Nobres e instituições religiosas foram capazes de extensas propriedades agrícolas apropriadas, que foram isentos de impostos. Camponeses errantes em busca de uma vida convergiram para estas terras. Essa foi a contradição fundamental do sistema de posse de terra Nara e por sua vez teve um impacto significativo no desenvolvimento do Shoen.

### Shoki-Shoen
Uma característica que distingue o "Shoen precoce" ou Shoki-Shoen do Shoen medieval é a forma como foi criado. Muitos Shoki-Shoen foram criados por templos budistas ou nobres para obter a posse dos campos de arroz: tanto daqueles que já existiam antes, quanto os que foram recuperados sob sua ordem.  Estes Shoen eram compostos principalmente de terras recém-recuperada e, por isso, eram chamados Kondenchi-Kei-Shoen (垦田地系荘园, literalmente "propriedades de campos recuperados").
Outra característica do Shoki-Shoen é sistema de alugueis anuais de arrozais. Não havia camponeses permanentes dos Shoki-Shoen e em seus campos  portanto, o direito de cultivo eram alugados em um contrato de um ano para os camponeses que habitavam nas cercanias do Shoen. Por isso, era indispensável recrutar camponeses, que faziam todo o trabalho de cultivo, a fim de garantir uma força de trabalho estável para o cultivo e aproveitamento das novas áreas. Um proprietário de um Shoki-Shoen muitas vezes utilizavam o sistema de governo local para atender a essa necessidade, um proprietário de Shoki-Shoen que geralmente recebido um titulo do governo central como Kokushi (国司) ou Kuni nomeava um chefe local dos camponeses para ser um Gunji (郡司), ou seja um recrutador e administrador do Shoen.

### Chusei-Shoen
O Shoen Medieval ou Chusei-Shoen diferenciava-se do Shoki-Shoen principalmente na existência do Shōmin (荘民, camponeses permanentemente residentes nas terras do Shoen) e na força o proprietário em controlar o shōmin. Enquanto no  Shoki-Shoen por não ter qualquer shōmin os proprietários tinham menos poder que o governo, no Chusei-Shoen onde a maioria dos cultivadores eram Shōmin, o proprietário tornou-se mais poderoso do que o governo. O proprietário de um Shoen poderia expulsar camponeses que não fossem obedientes a ele, e poderia promulgar seus próprios códigos penais para infracções ou traição, a fim de garantir o controle sobre o shōmin. Isso quer dizer que os proprietários de Shoen, que originalmente deveriam buscar influência com o governo na capital durante o período Nara , agora descartavam a ligação com o governo central e exerciam seu poder sobre os camponeses locais.
Outro diferencial do Chusei-Shoen foram as isenções de alguns impostos. A partir de meados do Período Heian, havia dois tipos de impostos. Um era a corveia sob a supervisão do Kuni, outro era um imposto sobre os produtos agrícolas (cerca de três por cento de arroz ou outros produtos agrícolas). Para fugir desses impostos, os camponeses preferiam ser governados e protegidos pelos proprietários dos Shoen, que normalmente era um funcionário ou sacerdote influente. Para conseguir essa proteção os camponeses doavam sua propriedade da terra para o Shoen. Esses campos, doados ao Shoen foram chamados Kishinchi (寄进地). Em seguida, os proprietários dos Shoen que receberam Kishinchi do Shōmin, negociada com o Kokushi ou diretamente com o governo central o status fiscal de isentos.
Assim os Chusei-Shoen reuniram vastas áreas através do processo de recebimento de terras doadas aos camponeses como Kishinchi. Neste sentido, os Chusei-Shoen eram às vezes chamados de Kishinchi-Kei-Shoen (寄进地系荘园, literalmente "propriedades de campos doados").
Outra forma de aumentar o Shoen era a expropriação dos camponeses. Em alguns casos, os proprietários do Shoen exigia um tributo dos camponeses que cultivam os campos vizinhos e se esses camponeses não pudessem pagar esse tributo, o Shoen confiscava os campos. Em outros casos, se o camponês não pudesse pagar o aluguel de direitos de cultivo de terra Shoen o proprietário Shoen obrigava o camponês a tornar-se um Shōmin. Este tipo de Shoen é às vezes chamado Konden-Shuseki-Shoen (垦田集积荘园, literalmente  "propriedades de campos acumulados").